# Pallepola Division
Pallepola Division är en division i Sri Lanka.   Den ligger i distriktet Matale District och provinsen Centralprovinsen, i den centrala delen av landet, 110 km nordost om huvudstaden Colombo. Antalet invånare är 29 488.